# Gunnar Nordström
Gunnar Nordström (Helsinki 1881. március 12. – Helsinki, 1923. december 24.) finn elméleti fizikus, aki gravitációelméletéről ismert, ami az általános relativitáselmélet korai versenytársa volt. Az újabb szakirodalomban Nordströmot gyakran nevezik "a finn Einstein"-nak, mivel újszerű munkásságát Einsteinhez hasonló területen és hasonló módszerekkel fejtette ki.

## Tanulmányai és pályafutása

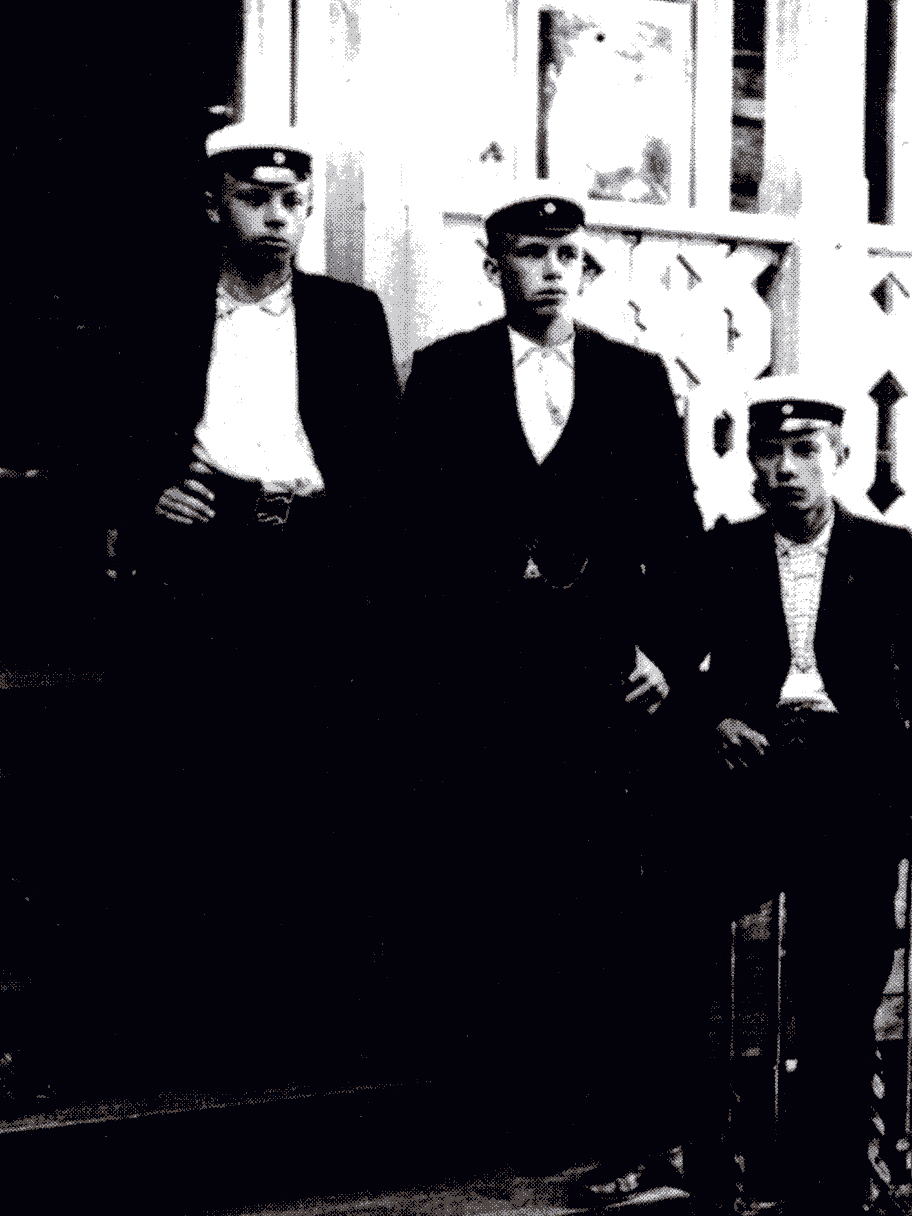
Főiskolai végzősök Helsinkiben, 1906-ban; a bal oldalon Gunnar Nordström

Nordström 1899-ben végezte el Helsinkiben a belvárosi Brobergska Skolan gimnáziumot. Először a Helsinki Műszaki Főiskolán (utóbb Helsinki Műszaki Egyetem, ma az Aalto Egyetem része) gépészmérnöki tanulmányokat folytatott. Tanulmányai közben felébredt az érdeklődése az elméletibb jellegű tárgyak iránt, így diplomaszerzés után 1903 és 1907 között a Helsinki Egyetemen folytatta mesterfokon természettudományok, matematika és közgazdaság szakon.
Ezután Nordström Németországba, Göttingenbe utazott, ahol azt tanácsolták neki, hogy fizikai kémiát tanuljon. Hamarosan azonban elvesztette érdeklődését a szakterület iránt, és inkább elektrodinamikát tanult, amelyről a Göttingeni Egyetem akkoriban híres volt. Visszatérve Finnországba, 1910-ben megvédte a doktori értekezését a Helsinki Egyetemen, és az egyetem docense lett. A továbbiakban a gravitáció új és hamarosan virágzó területe nyűgözte le, és Hollandiába akart költözni, ahol a szakterületnek olyan tudósai dolgoztak, mint Hendrik Lorentz, Paul Ehrenfest és Willem de Sitter. Orosz útlevelének köszönhetően 1916-ban, az első világháború közepén sikerült Leidenbe költöznie, ahol Ehrenfels irányítása alatt dolgozott. Nordström hosszabb időt töltött Leidenben, ahol megismerkedett egy fizikát tanuló holland diáklánnyal, Cornelia van Leeuwennel, akitől utóbb több gyermeke született. A háború után visszautasított egy professzori állást a Berlini Egyetemen, (amelyet aztán Max Born nyert el,) hogy visszatérjen Finnországba, és ott a Helsinki Műszaki Egyetemen előbb a fizika, később a mechanika professzora legyen.
Nordström sikerének egyik kulcsa az volt, hogy képes volt alkalmazni a fizikában a differenciálgeometriát; ez egy újfajta megközelítés volt, ami végül is elvezette Albert Einsteint az általános relativitás elméletéhez. Akkoriban elég kevés tudós volt képes ezt az új analitikus eszközt használni, Ernst Lindelöf figyelemre méltó kivételével.

## Elméleti munkássága
A Leidenben töltött idő alatt Nordtröm megoldotta a gömbszimmetrikus testek Einstein-egyenleteit, kiterjesztve Hans Reissner eredményeit. A statikus töltéseloszlás metrikáját ma Reissner–Nordström-metrika néven ismerik. Nordström gyakori kapcsolatot tartott fenn a kor más nagy fizikusaival, beleértve Niels Bohrt és Albert Einsteint. Bohrnak köszönhető például, hogy ki tudta kerülni a Németországból Finnországba érkező levelek orosz cenzúrázását. (Finnország akkoriban az Orosz Birodalom nagyhercegsége volt).
Nordström életében legfőképpen a gravitációelmélete által vált híressé, amelyre hosszú időn át Einstein általános relativitáselméletének versenytársaként tekintettek. Einstein 1915-ben tette közzé elméletét, Nordström után. 1914-ben Nordström egy új térbeli dimenzióval egészítette ki elméletét, ami lehetővé tette az elektromágnességgel való összekapcsolását. Ez volt az első húrelmélet, amely később Kaluza–Klein-elmélet néven vált ismertté. Kaluza és Klein, akiknek a nevéhez ma az elmélet kötődik, csak az 1920-as években publikálták munkájukat. Egyesek úgy tartják, hogy Nordström neve azért merült feledésbe, mert elméletét részben svéd nyelven tette közzé, és mert Einstein egy későbbi munkájában egyedül Kaluzára hivatkozott.
Nordström gravitációelmélete a későbbi kísérletek fényében alulmaradt Einstein elméletével szemben, mivel nem jelezte előre a fény elhajlását, amelyet az 1919-es napfogyatkozáskor figyeltek meg. Mindenesetre Nordström és Einstein barátságos versenyben álltak, és bizonyos mértékig együtt is működtek, nem voltak egymás riválisai. Nordström nyilvános tisztelője volt Einstein munkásságának, amelyet azzal bizonyított, hogy kétszer is javasolta fizikai Nobel-díjra a relativitás elméletéért. Einstein nem kapott Nobel-díjat az elméletéért, mert az első kísérleti igazolást 1919-ben még vitatták, és a tudományos közösségben nem volt egyetértés az Einstein, Nordström és mások által kifejlesztett komplex matematikai modelleket illetően. Nordström skalárelméletét ma főleg pedagógiai eszközként használják az általános relativitáselmélet tanításakor.
Ma Nordström munkásságát még Finnországban sem ismerik széles körben. Halála után azonban több finn fizikus és matematikus szánta idejét a relativitáselmélet és differenciálgeometria tanulmányozására, feltehetőleg az ő hatására.

## Halála
Nordström 1923 decemberében hunyt el B12-hiányos vérszegénységben. Elképzelhető, hogy a betegséget a radioktív anyagok okozták, amelyekkel Nordström kísérletezett, illete egy rádiumban gazdag forrás vizével való szaunázás. Publikációi között van egy 1913-as, amely a különböző finnországi források és vizek "radioaktív sugárzási erejének" mérésével foglalkozott.

## Főbb publikációi
Pályafutása során Nordström 34 cikket és tanulmányt jelentetett meg tudományos folyóiratokban német, finn, holland és svéd nyelveken, Valószínűge Nordström volt az első, aki Finnország nyelveinek egyikén a relativitás elméletéről írt.
- Die Energiegleichung für das elektromagnetische Feld bewegter Körper, 1908, doktori értekezés
- Rum och tid enligt Einstein och Minkowski, 1909
- Relativitätsprinzip und Gravitation, 1912
- Träge und Schwere Masse in der Relativitätsmechanik, 1913
- Über die Möglichkeit, das Elektromagnetische Feld und das Gravitationsfeld zu vereiningen, 1914
- Zur Elektrizitäts- und Gravitationstheorie, 1914
- Über eine mögliche Grundlage einer Theorie der Materie, 1915
- Een en ander over de energie van het zwaarte krachtsveld volgens de theorie van Einstein, 1918

## Fordítás
- Ez a szócikk részben vagy egészben  a   Gunnar Nordström című angol Wikipédia-szócikk ezen változatának fordításán alapul.  Az eredeti cikk szerkesztőit annak laptörténete sorolja fel. Ez a jelzés csupán a megfogalmazás eredetét és a szerzői jogokat jelzi, nem szolgál a cikkben szereplő információk forrásmegjelöléseként.